# Ledesma (Kasztília és León)
Ledesma (leóni nyelven Lledesma) egy község Spanyolországban, Salamanca tartományban. Ledesma Almeida de Sayago, Alfaraz de Sayago, Moraleja de Sayago, Añover de Tormes, Juzbado, Villarmayor, Doñinos de Ledesma, Gejuelo del Barro, Villaseco de los Reyes és Carbellino községekkel határos. Lakosainak száma 1517 fő (2024).

## Nevezetességek
A község külterületén található a Mocho híd, amely valószínűleg római alapokra épült a középkorban.

## Népesség
A település népessége az elmúlt években az alábbi módon változott:
| Lakosok száma | 1913 | 1869 | 1876 | 1922 | 1909 | 1795 | 1688 | 1599 | 1528 | 1517 |
|               | 2001 | 2004 | 2007 | 2009 | 2012 | 2014 | 2017 | 2019 | 2022 | 2024 |